# Władysław Dwulat
Władysław Dwulat (ur. 1955) – polski pastor protestancki związany z Kościołem Chrystusowym w RP.
W latach 2004–2015 był sekretarzem generalnym Aliansu Ewangelicznego w RP. W ramach Kościoła Chrystusowego w RP był skarbnikiem Kościoła, a obecnie jest członkiem Rady Krajowej Kościoła i Prezbiterem Regionu Centralnego. Prezes Fundacji Proem.